# Нова хвиля наукової фантастики
Нова хвиля (англ. New Wave) — термін, який описує течію в науково-фантастичній літературі, яка з'явилася в середині 1960-х років. Новітня література вийшла з встановлених канонів наукової фантастики — захоплення розвитком техніки, розвідкою космосу, та зосередила увагу на людині та її досвіді. Початок нової хвилі у фантастиці також пов'язують з зайняттям у 1964 р. Майклом Муркоком поста головного редактора журналу Нові світи. Термін «нова хвиля» був запозичений з нової хвилі у французькому кіно. Революційні зміни в науковій фантастиці відповідали культурним змінам: сексуальній революції, емансипації жінок тощо.

## Особливості напряму
Основною відмінністю авторів «нової хвилі» було те що вони писали про людей, їхні проблеми, внутрішній світ, а не авантюрні історії про роботів або космічні польоти. Щодо стилю то в фантасти заперечуючи обов'язкові для «Золотої доби» літературних канонів одночасно залучали найновіші прийоми сучасного їм мистецтва. Однак основною відмінністю від попередників стало повне заперечення будь-яких табу та обмежень в тематиці. Секс у всіх проявах, езотерика, теософія і східна містика, релігійний екстремізм, наркотичні, психоделічні і сюрреалістичні глюки, суїцидальна філософія, політичний радикалізм тощо.

## Яскраві представники

### Велика Британія
- Джон Браннер
- Джеймс Баллард
- Браян Олдіс
- Майкл Муркок
- Томас Діш
- Джон Слейдек

### Сполучені Штати Америки
- Філіп Хосе Фармер
- Семюел Ділейні
- Роджер Желязни
- Гарлан Еллісон
- Урсула Ле Гуїн
- Роберт Сілверберг
- Джеймс Тіптрі-молодший
- Філіп Дік